# Nos futurs (film)
Pour les articles homonymes, voir Nos futurs.
Pour plus de détails, voir Fiche technique et Distribution.
Nos futurs est un film français réalisé par Rémi Bezançon et sorti en 2015.

## Synopsis
À la suite d'une soirée d'anniversaire, Yann (Pierre Rochefort) reprend contact avec son meilleur ami de ses années de lycée, Thomas (Pio Marmaï). Alors qu'ils s'étaient beaucoup éloignés l'un de l'autre, ils renouent et tentent de faire revivre un peu leur passé.
Les thèmes abordés incluent l’amitié retrouvée et la réconciliation avec soi-même sur fond de nostalgie. Le film regorge de références et clins d'oeil à la décennie des années 90s, et d'Easter eggs, délicatement glissés çà et là. Le plus beau étant l’inscription sur la porte de l’appartement de Thomas Chevallier : « Asa Nisi Masa » au début du film (référence fellinienne, décrivant l’état confus d’un jeune garçon découvrant la féminité) se transforme à la fin du film en « Amor Fati » (l’amour du destin, ou l’acceptation du destin).

## Fiche technique
- Titre : Nos Futurs
- Réalisation : Rémi Bezançon
- Scénario : Rémi Bezançon, Vanessa Portal, Jean-François Halin
- Décors : Maamar Ech-Cheikh
- Costumes : Marie-Laure Lasson
- Photographie : Antoine Monod
- Son : Marc Engels, Raphaël Sohier, Elisabeth Paquotte, Eric Tisserand
- Montage : Fabrice Rouaud
- Musique : Pierre Adenot
- Production : Éric et Nicolas Altmayer, Isabelle Grellat-Doublet
- Société(s) de production : Mandarin Cinéma, France 2 Cinéma
- Société(s) de distribution : Gaumont
- Pays d’origine :  France
- Langue : français
- Genre] : comédie dramatique
- Durée : 97 minutes
- Date de sortie : 22 juillet 2015

## Distribution
- Pio Marmaï : Thomas
- Pierre Rochefort : Yann
- Mélanie Bernier : Estelle
- Kyan Khojandi : Max
- Camille Cottin : Géraldine
- Laurence Arné : Emma
- Roxane Mesquida : Virginie
- Zabou Breitman : la mère de Yann
- Micha Lescot : Samy
- Aurélien Wiik : Vincent
- Esteban : Bartarin
- Jean-Pierre Lorit : Michel
- Tom Novembre : le psychanalyste
- Thibault Duboucher : Nico

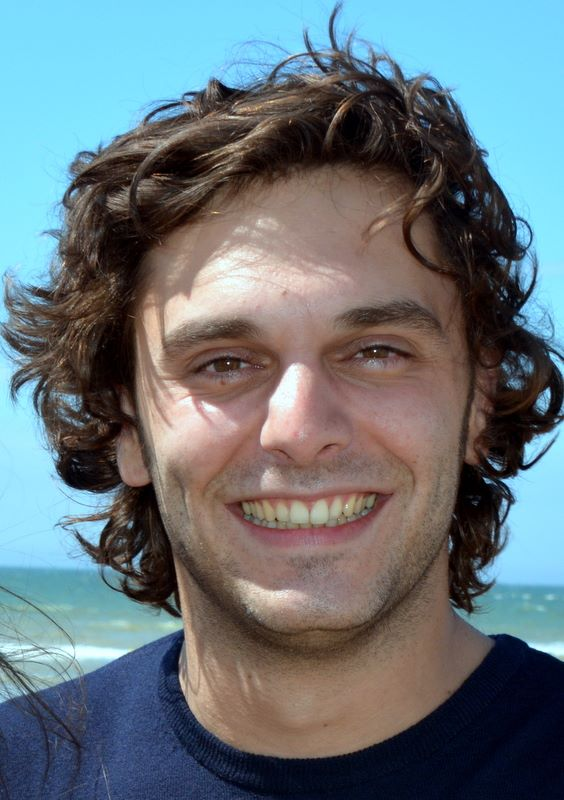
L'acteur principal Pio Marmaï, en juin 2014.

- Clément Vieu : le mari de Virginie
- Maxim Driesen : Yann (12 ans)
- Ulysse Teytaud : Thomas (12 ans)
- Samuel Theis : le père de Yann
- Angélique Pleau : Brigitte
- Olga Polienko : Sofia
- Mathieu Metral : employé société Yann
- Aymeric Cormerais : employé société Yann
- Jean-Pierre Moulin : Roger
- Hervé Sovrano : Patron Phantasia
- Kriss Delaye : femme patron Phantasia
- Abel Jafri : manager Burger Forever
- Gurvan Cloatre : sommelier restaurant
- Mayline Dubois : Virginie (12 ans)
- Joshua Mazé : Vincent (12 ans)
- Matisse Chahine Fleischman : Samy (12 ans)
- Oscar Ravon-Seydoux : Bartarin (12 ans)
- Marcus Briand : fils de Virginie
- Olivier Desautel : Gendarme
- David Koubi : Gendarme
- Biagina Fadale : Virginie
- Lou Pantchenko : Mélanie
- Caroline Borderieux : Natasha Cachou
- Arthur Jalta : Philippo
- Pauline Prévost : Laetitia
- Sébastien Degut :
- Marie Espiaube :
- Axel Auriant: Léo (non crédité)
- Éric Artz : Doublure piano (Nocturne de Chopin) et coach piano de Pierre Rochefort